# James Stewart (Politiker)
James Stewart (* 11. November 1775 in Schottland; † 29. Dezember 1821 bei Laurinburg, North Carolina) war ein US-amerikanischer Politiker. Zwischen 1818 und 1819 vertrat er den Bundesstaat North Carolina im US-Repräsentantenhaus.

## Werdegang
James Stewart besuchte zunächst Schulen in seiner schottischen Heimat. Später wanderte er in die Vereinigten Staaten aus, wo er sich im Richmond County in North Carolina niederließ. In seiner neuen Heimat arbeitete er im Handel und in der Landwirtschaft. Gleichzeitig begann er als Mitglied der Föderalistischen Partei eine politische Laufbahn. In den Jahren 1798 und 1799 war er Abgeordneter im Repräsentantenhaus von North Carolina. Zwischen 1802 und 1804 sowie nochmals von 1813 bis 1815 gehörte er dem Staatssenat an.
Bei einer Nachwahl um den siebten Sitz von North Carolina wurde Stewart in das US-Repräsentantenhaus in Washington, D.C. gewählt, wo er am 5. Januar 1818 sein neues Mandat antrat. Bis zum 3. März 1819 beendete er die angebrochene Legislaturperiode seines Vorgängers im Kongress. Nach seinem Ausscheiden aus dem US-Repräsentantenhaus nahm Stewart seine früheren Tätigkeiten im Handel und in der Landwirtschaft wieder auf. Er starb am 29. Dezember 1821 nahe Laurinburg.